# 費菲山
67°22′S 49°12′E / 67.367°S 49.200°E
費菲山是南極洲的山峰，位於丁格穹丘以南，處於水文學家群島以東，在1957年10月由澳大利亞的探險隊發現，現時由南極條約體系管理。